# Anthon, Isère
Anthon là một xã trong tỉnh Isère đông nam nước Pháp. Xã này nằm ở khu vực có độ cao trung bình 200 mét trên mực nước biển.
Thị trấn nằm ở tả ngạn sông Rhône, đối diện với hợp lưu của sông này với sông Ain, khoảng 30 km thượng lưu trung tâm Lyon.

## Dân số
| Năm | 1962 | 1968 | 1975 | 1982 | 1990 | 1999 |
| --- | ---- | ---- | ---- | ---- | ---- | ---- |
| Dân số | 201  | 225  | 264  | 333  | 697  | 917  |
| From the year 1962 on: No double counting—residents of multiple communes (e.g. students and military personnel) are counted only once. |      |      |      |      |      |      |